# Ukrainischer Fußballpokal 2015/16
Der Ukrainische Fußballpokal 2015/16 war die 25. Austragung des ukrainischen Pokalwettbewerbs der Männer. Pokalsieger wurde Vorjahresfinalist Schachtar Donezk. Das Team setzte sich im Finale am 21. Mai 2016 in der Arena Lwiw gegen Sorja Luhansk durch.

## Modus
Die Begegnungen der ersten zwei Runden und des Finales wurden in einem Spiel ausgetragen. Bei unentschiedenem Ausgang wurde zur Ermittlung des Siegers eine Verlängerung gespielt. Stand danach kein Sieger fest, folgte ein Elfmeterschießen. Die unterklassigen Teams hatten dabei Heimrecht.
Im Achtel-, Viertel- und Halbfinale wurden die Sieger in Hin- und Rückspiel ermittelt. Bei Torgleichstand in beiden Spielen zählte zunächst die größere Zahl der auswärts erzielten Tore; gab es auch hierbei einen Gleichstand, wurde das Rückspiel verlängert und ggf. ein Elfmeterschießen zur Entscheidung ausgetragen.
Da Schachtar Donezk bereits über die Liga für die Champions League qualifiziert war, ging der Startplatz für die Europa League an den Liganächsten.

## Teilnehmende Teams
| Premjer-Liha (14) | Perscha Liha (15) | Druha Liha (14) | Amateur-Pokal (2)            |
| --- | --- | --- | ---------------------------- |
| - Dnipro Dnipropetrowsk - Dynamo Kiew - Howerla Uschhorod - Karpaty Lwiw - Metalist Charkiw - Metalurh Saporischschja - FK Oleksandrija - Olympik Donezk - Schachtar Donezk - Sorja Luhansk - Stal Dniprodserschynsk - Tschornomorez Odessa - Wolyn Luzk - Worskla Poltawa | - Awanhard Kramatorsk - Desna Tschernihiw - Helios Charkiw - Hirnyk Krywyj Rih - Hirnyk-Sport Komsomolsk - Illitschiwez Mariupol - MFK Mykolajiw - Naftowyk-Ukrnafta Ochtyrka - Nywa Ternopil - Obolon-Browar Kiew - FK Poltawa - Sirka Kirowohrad - FK Sumy - FK Ternopil - FK Tscherkassy Dnipro | - Arsenal Kiew - Arsenal-Kujiwschtschyna Bila Zerkwa - Barsa Sumy - FSK Bukowina Czernowitz - Enerhija Nowa Kachowka - Inhulez Petrowe - Kolos Kowaliwka - Kremin Krementschuk - Krystal Cherson - FK Mur Hornostajiwka - FK Nikopol-NPHU - Real-Pharm Owidiopol - FK Skala Stryj - RFK Weres Riwne | - SKK Demnja - Balkany Sorja |

## Qualifikationsrunde
Teilnehmer: 10 Zweitligisten, 14 Drittligisten und die beiden Finalisten des Amateur-Pokals.
| Datum      |                                           | Ergebnis              |                            |
| ---------- | ----------------------------------------- | --------------------- | -------------------------- |
| 22.07.2015 | Real-Pharm Owidiopol (III)                | 0:0 n. V. (4:5 i. E.) | Krystal Cherson (III)      |
| 22.07.2015 | SKK Demnja (Am)                           | 1:2 n. V.             | Inhulez Petrowe (III)      |
| 22.07.2015 | Enerhija Nowa Kachowka (III)              | 0:4                   | Hirnyk Krywyj Rih (II)     |
| 22.07.2015 | Awanhard Kramatorsk (II)                  | 2:1                   | FK Poltawa (II)            |
| 22.07.2015 | Arsenal-Kujiwschtschyna Bila Zerkwa (III) | 0:2                   | Obolon-Browar Kiew (II)    |
| 22.07.2015 | FK Nikopol-NPHU (III)                     | 1:3                   | FK Ternopil (II)           |
| 22.07.2015 | Naftowyk-Ukrnafta Ochtyrka (II)           | 3:1                   | Nywa Ternopil (II)         |
| 22.07.2015 | FK Mur Hornostajiwka (III)                | 6:0                   | Barsa Sumy (III)           |
| 22.07.2015 | Kremin Krementschuk (III)                 | 0:4                   | FK Tscherkassy Dnipro (II) |
| 22.07.2015 | Kolos Kowaliwka (III)                     | 1:3                   | FK Sumy (II)               |
| 22.07.2015 | FSK Bukowina Czernowitz (III)             | 0:0 n. V. (4:5 i. E.) | MFK Mykolajiw (II)         |
| 22.07.2015 | Balkany Sorja (Am)                        | 2:1                   | FK Skala Stryj (III)       |
| 22.07.2015 | Arsenal Kiew (III)                        | 1:0                   | RFK Weres Riwne (III)      |

## 1. Runde
Teilnehmer: Die 13 Sieger der Qualifikationsrunde, die 14 Erstligisten und 5 weitere Zweitligisten.
| Datum      |                                 | Ergebnis              |                             |
| ---------- | ------------------------------- | --------------------- | --------------------------- |
| 21.08.2015 | FK Tscherkassy Dnipro (II)      | 1:3                   | Stal Dniprodserschynsk (I)  |
| 22.08.2015 | Balkany Sorja (Am)              | 0:1                   | Dnipro Dnipropetrowsk (I)   |
| 22.08.2015 | Sirka Kirowohrad (II)           | 1:1 n. V. (6:5 i. E.) | Karpaty Lwiw (I)            |
| 22.08.2015 | FK Mur Hornostajiwka (III)      | 0:2                   | Tschornomorez Odessa (I)    |
| 22.08.2015 | MFK Mykolajiw (II)              | 2:1                   | Metalist Charkiw (I)        |
| 22.08.2015 | Inhulez Petrowe (III)           | 0:2                   | Wolyn Luzk (I)              |
| 22.08.2015 | Hirnyk-Sport Komsomolsk (II)    | 0:6                   | Dynamo Kiew (I)             |
| 22.08.2015 | Hirnyk Krywyj Rih (II)          | 3:0                   | Illitschiwez Mariupol (II)  |
| 22.08.2015 | FK Sumy (II)                    | 0:1                   | Obolon-Browar Kiew (II)     |
| 22.08.2015 | Desna Tschernihiw (II)          | 1:1 n. V. (2:4 i. E.) | Worskla Poltawa (I)         |
| 22.08.2015 | Arsenal Kiew (III)              | 0:3                   | Schachtar Donezk (I)        |
| 22.08.2015 | Awanhard Kramatorsk (II)        | 1:3                   | FK Oleksandrija (I)         |
| 22.08.2015 | FK Ternopil (II)                | 3:1                   | Metalurh Saporischschja (I) |
| 22.08.2015 | Naftowyk-Ukrnafta Ochtyrka (II) | 0:2                   | Olympik Donezk (I)          |
| 22.08.2015 | Helios Charkiw (II)             | 1:0                   | Howerla Uschhorod (I)       |
| 23.08.2015 | Krystal Cherson (III)           | 0:5                   | Sorja Luhansk (I)           |

## Achtelfinale
Teilnehmer: Die 16 Sieger der 1. Runde
| Datum             |                          | Gesamt |                            | Hinspiel | Rückspiel |
| ----------------- | ------------------------ | ------ | -------------------------- | -------- | --------- |
| 23.09./27.10.2015 | FK Ternopil (II)         | 0:9    | Schachtar Donezk (I)       | 0:5      | 0:4       |
| 23.09./27.10.2015 | Helios Charkiw (II)      | 1:5    | Sorja Luhansk (I)          | 0:2      | 1:3       |
| 23.09./27.10.2015 | Tschornomorez Odessa (I) | 0:1    | Worskla Poltawa (I)        | 0:1      | 0:0       |
| 23.09./27.10.2015 | Obolon-Browar Kiew (II)  | 0:7    | Dynamo Kiew (I)            | 0:2      | 0:5       |
| 23.09./28.10.2015 | MFK Mykolajiw (II)       | 0:7    | Wolyn Luzk (I)             | 0:2      | 0:5       |
| 23.09./28.10.2015 | Hirnyk Krywyj Rih (II)   | 2:3    | Stal Dniprodserschynsk (I) | 1:1      | 1:2       |
| 23.09./28.10.2015 | Olympik Donezk (I)       | 2:5    | Dnipro Dnipropetrowsk (I)  | 0:2      | 2:3       |
| 23.09./28.10.2015 | Sirka Kirowohrad (II)    | 1:3    | FK Oleksandrija (I)        | 1:1      | 0:2       |

## Viertelfinale
| Datum             |                            | Gesamt |                           | Hinspiel | Rückspiel |
| ----------------- | -------------------------- | ------ | ------------------------- | -------- | --------- |
| 01.03./06.04.2016 | Stal Dniprodserschynsk (I) | 1:7    | Dnipro Dnipropetrowsk (I) | 0:3      | 1:4       |
| 01.03./06.04.2016 | FK Oleksandrija (I)        | 2:1    | Dynamo Kiew (I)           | 1:1      | 1:0       |
| 02.03./27.03.2016 | Wolyn Luzk (I)             | 1:6    | Sorja Luhansk (I)         | 1:1      | 0:5       |
| 02.03./06.04.2016 | Worskla Poltawa (I)        | 2:5    | Schachtar Donezk (I)      | 0:4      | 2:1       |

## Halbfinale
| Datum             |                           | Gesamt |                      | Hinspiel | Rückspiel |
| ----------------- | ------------------------- | ------ | -------------------- | -------- | --------- |
| 20.04./11.05.2016 | FK Oleksandrija (I)       | 1:3    | Schachtar Donezk (I) | 1:1      | 0:2       |
| 20.04./11.05.2016 | Dnipro Dnipropetrowsk (I) | 1:2    | Sorja Luhansk (I)    | 1:0      | 0:2       |

## Finale
| Paarung          | Sorja Luhansk – Schachtar Donezk |
| Ergebnis         | 0:2 (0:1) |
| Datum            | 21. Mai 2016 |
| Stadion          | Arena Lwiw, Lwiw |
| Zuschauer        | 21.720 |
| Schiedsrichter   | Jewhen Aranowskyj |
| Tore             | 0:1 Oleksandr Hladkyj (42.) 0:2 Oleksandr Hladkyj (57.) |
| Sorja Luhansk    | Mykyta Schewtschenko – Jewhen Opanassenko (64. Hryhorij Jarmasch), Michail Siwakou, Rafael Forster, Mykyta Kamenjuka – Ihor Tschajkowskyj, Artem Hordijenko (57. Jaba Lipartia), Oleksandr Karawajew, Željko Ljubenovi – Iwan Petrjak (46. Andrij Totowyzkyj), Pylyp Budkiwskyj Cheftrainer: Jurij Wernydub |
| Schachtar Donezk | Anton Kanibolozkyj – Darijo Srna , Oleksandr Kutscher, Jaroslaw Rakyzkyj, Ismaily – Taras Stepanenko, Maksim Malyschew, Marlos, Wiktor Kowalenko (59. Eduardo) – Taison (81. Facundo Ferreyra), Oleksandr Hladkyj (74. Wellington Nem) Cheftrainer: Mircea Lucescu ( Rumänien)                              |
| Gelbe Karten     | Rafael Forster, Michail Siwakou, Ihor Tschajkowskyj, Hryhorij Jarmasch – keine |